# Барабан
Бараба́н (слово вероятно тюркского происхождения) — группа ударных музыкальных инструментов, звучащим элементом которых служит кожаная или пластиковая мембрана, натянутая на цилиндрический или конусообразный полый корпус.
Типичным представителем является мембранный барабан, состоящий из полого корпуса-резонатора определённой формы или рамы, на которую натянута кожаная или пластиковая мембрана. Её натяжением регулируется относительная высота звука. Корпус барабана производится из дерева, металла (стали, латуни), акрилового пластика или даже глины.
Звук извлекают ударом по мембране деревянной колотушкой с мягким наконечником, палочкой, щётками, руками, а иногда и трением. Для использования нескольких инструментов одновременно барабаны собираются в ударную установку.
Барабаны других конструкций — стальной барабан, щелевой барабан — не имеют мембран и относятся к идиофонам.

## История
Барабаны известны с незапамятных времён и встречаются почти во всех регионах земного шара. В своё время их изготавливали из глины, кости, бронзы и т. п.
При раскопках в Месопотамии были найдены одни из древнейших ударных инструментов, сделанные в виде маленьких цилиндров, происхождение которых датируется шестым тысячелетием до нашей эры, к этому же времени относят и наскальные рисунки в пещерах Южной Америки. Возраст найденного в Моравии барабана датируется пятым тысячелетием до н. э., в Древнем Египте барабаны возникли за 4 тыс. лет до н. э. Известно о существовании барабанов в древнем Шумере (около 3 тыс. лет до н. э). О длительной истории развития инструмента свидетельствует и большое разнообразие его видов в наши дни.
С древнейших времён барабан использовался как сигнальный инструмент, а также для сопровождения ритуальных танцев, религиозных обрядов, военных шествий и действий, таких, где была бы необходимость соблюдать ритм, например, идти, бежать, тянуть, грести или бить слаженно. К примеру, ещё у древних греков и римлян барабан тимпан (др.-греч. τύμπανον), предшественник современных литавр, использовался в культах Кибелы и Вакха, а также в армии и на гребном флоте. И так далее, например, в XVI веке барабаны использовались в Британской армии в пехоте, у драгунов и кавалерии. Во времена Генриха VIII в каждой роте от 100 человек было двое барабанщиков. В XVII веке основными используемыми сигналами барабанщиков были «Внимание», «Строиться», «Готовность», «Марш», «Атака», «Отступить».
В Японии была найдена датируемая VI—VII веками глиняная фигура барабанщика с тайко. Эти барабаны использовались на поле боя, чтобы испугать, ошеломить противника: один солдат нёс барабан на спине, а двое в него били. В решающей битве между Ци и Лу в 684 году до н. э. барабаны вдохновили солдат и переломили ход боя.
В XX веке произошли два значительных усовершенствования барабанов. В 1920—1940-х годах компания Gretsch производила корпуса барабанов по технологии многослоевого расслоения дерева, этот способ используется и сегодня. Около 1956 года Эвансом Марионом на замену кожаным мембранам были изобретены пластиковые, более устойчивые к влажности и лучше сохраняющие настройку, а также являющиеся этичными..
В настоящее время продолжается как развитие и усовершенствование самого инструмента, так и поиски новых техник исполнения. В 1930—1932 годах был изобретён Rhythmicon — прототип современных драм-машин, ставших популярными в 1980-х. Драм-машины позволяют воспроизводить запрограммированный заранее звук и значительно увеличили возможности аранжировки. Тем не менее, они не смогли превзойти барабанщиков в исполнении музыки.
В конце 1990-х годов был создан драмометр — электронный прибор для измерения скорости игры на барабанах.

### В России
Впервые о применении барабанов в русском войске упоминается при осаде Казани 1552 года. Воины Московской Руси XVI—XVII веков использовали в походах накры — медные котлы, обтянутые кожей. Такие «бубны» имели при себе начальники малых отрядов. Накры привязывали перед всадником, у седла. Били в накры рукояткой плети. По свидетельствам иностранных писателей, в российской армии были и большие «бубны» — их перевозили четыре лошади, а били в них восемь человек.
Малый барабан стал известен в российский войсках во времена Фёдора Иоанновича и Бориса Годунова, когда были приняты на службу иностранные наёмные дружины.
Свой вклад в популяризацию барабанов внёс Пётр I. Он издал указ о придании каждому воинскому соединению от сотни специального барабанщика. В обязанности барабанщика входило сопровождение войска на марше, передача сигналов в бою. По словам современников, Пётр сам неоднократно «выказывал отменную барабанную сноровку», был барабанщиком в своих потешных войсках.
Значение барабанщиков упало во время Восточной войны 1853—1855 годов. Русско-японская война показала, что боевая роль барабанов окончена. В 1909 году был издан указ об изъятии барабанщиков из штатов военного времени и сохранении их для надобностей мирной службы и обучения. Однако в 1910 году военный устав вновь установил выдвижение войсковых частей во время боевого похода с барабаном.
Во время активной деятельности пионерского движения, в частности, в СССР, барабан являлся не только инструментом, но и важным символом. В 1923—1926 годах выходил пионерский журнал «Барабан», позднее объединённый с журналом Пионер.

## Изготовление
Для изготовления барабанов могут быть использованы различные виды материалов: металл (сталь, бронза), бамбук, пластик. Подавляющее большинство барабанов сделано из дерева: клён, берёза, дуб, липа, ясень, красное дерево, из цельного куска или склеенной в несколько слоёв фанеры. Некоторые производители комбинируют несколько видов дерева для изготовления одного резонатора, что позволяет получать лучшее соотношение цена/качество. На звук барабана в большей степени влияет плотность древесины и толщина стенок обечайки.
Кроме материала кадушки, также значительное влияние имеет качество и угол нарезки кромки, которая соприкасается с мембраной инструмента.
После подготовки обечайки на неё крепят фурнитуру — приспособления для крепления и натяжения мембраны. Замки для закрутки болтов, крепления и отверстия изменяют звучание в худшую сторону, поэтому многие производители предлагают различные варианты системы крепления (например, RIMS), сохраняющих целостность кадушки.
Изготовление некоторых барабанов и бубнов для религиозных целей может сопровождаться различными ритуалами инициации, вкладыванием «души» в инструмент, и другими подобными действиями.
- Заготовки для обечаек барабана.
- Фурнитура барабана. 
1. Крепление для стойки 
2. Верхний обруч 
3. Болт крепления обруча 
4. Замок болта 
5. Крепление пружины
- Фурнитура с другой стороны. 
1. Жетон производителя 
2. Механизм натяжения 
3. Рычаг пружины

## Настройка
Настройка барабана — сложный процесс, которому посвящено много статей и руководств.
Барабаны могут быть разделены по звуковысотности на имеющие определённую высоту звучания (литавры, рототом) и инструменты с неопределённой высотой звучания (малый барабан, том-том и т. д.). Настройка касается и тех, и других инструментов.
Основной целью настройки является избавление от излишних обертонов. Барабан, который «в строе с самим собой», равномерно натянут, имеет чёткий звук, ясное, широкое, открытое звучание.
Дерек Йонгсма, ударник Bleeding Through даёт такие советы по настройке:

Настройка — очень важная составляющая игры на барабанах, которой множество музыкантов пренебрегает. Если барабаны должным образом не настроены, они могут издавать самые отвратительные звуки. Если барабаны настроены неправильно, то они будут гудеть или грохотать. Если пластик на барабанах слишком ослаблен, их звук может казаться мёртвым, но и слишком сильно натянутый пластик может звучать по-настоящему плохо.
Оригинальный текст (англ.)Tuning is a very important part of drumming that a lot of players neglect. If drums are not properly tuned there can be all kinds of disgusting sounds. If drums are tuned unevenly they will buzz or rattle. If they are too loose they can sound dead, but too tight can sound really bad too! 
— Метал мастер-класс от барабанщика Bleeding Through
Мембрана барабана может крепиться к обечайке (корпусу) и регулироваться либо с помощью современных металлических обручей и болтов, либо системой верёвок или ремней. Жёсткое крепление с помощью гвоздей (как в бё-тайко) лишает барабан возможности настройки.
Современные производители выпускают множество модификаций мембран (с различным весом, толщиной, двухслойные и т. д.) Все они по-разному влияют на звучание инструмента.
Если мембран две, одна из них может быть тоньше и предназначаться не для удара, а только для увеличения резонанса. Относительная настройка ударной и резонансной мембраны влияет на звучание барабана: если резонансная настроена выше ударной, продолжительность звучания (сустейн) увеличивается. На малом барабане большое значение также имеет настройка подструнника (пружин, придающих характерное звучание инструменту).
Барабаны, у которых используются кожаные мембраны, можно настроить, нагрев кожу (натяжение) или обрызгав водой (ослабление).

## Виды
В современный оркестр могут входить следующие барабаны:

### Большой барабан
Большой барабан — двусторонний, реже односторонний. На нём играют массивной колотушкой с мягким наконечником; звук его — сильный, глухой и низкий. Кроме колотушки, иногда используют палочки, метёлочки и др. Главное назначение большого барабана — одиночные удары (от pianissimo до подобного громовым разрядам fortissimo).
Европейскими композиторами большой барабан сначала применялся в военном оркестре; с начала XVIII века — в оперном.
Предшественник большого — турецкий барабан, применявшийся в «янычарской музыке». Большой барабан зачастую используется для её имитации. Бас-барабан имеет размер немного меньший, чем большой (концертный) барабан — 20—22" (50—56 см). Входит в ударную установку, на нём играют ногами с помощью педали.

### Малый барабан
Малый барабан — с двумя мембранами, натянутыми на низкий цилиндр. Вдоль нижней мембраны натянуты струны (от 10 до 34 в зависимости от применения), которые придают звуку сухой рокочущий, раскатисто-дребезжащий оттенок. При отключении струн специальным рычажком этот характерный треск исчезает. Игра основана на рудиментах: дробь, быстрое тремоло. Играют на нём двумя деревянными палочками с утолщениями на концах. Применяются также удары по ободу (римшот), другие приёмы (напр., бласт-бит, gravity roll, характерные для экстремальных стилей музыки, или вращение палочек в маршевых оркестрах). Используют набор малых барабанов различных размеров, при игре — ставят на подставки, в маршевом оркестре — носят на ремне или специальной раме на уровне пояса. В оперный и симфонический оркестр малый барабан введён в XIX веке; часто используется в военных сценах. Сегодня — ведущий инструмент ритмической группы джаза.

### Том-том
Том-том — цилиндрический барабан без струн. Он происходит от коренных американских или азиатских народов, использовался аборигенами для военных, религиозных целей. Изготавливался из полых стволов деревьев и шкуры животных. С начала XX века том-том входит в ударную установку (от 2 до 4 и более штук).

### Литавры
Литавры — система (от двух до семи и более) медных котлов, на которые натянута мембрана. Имеют определённую высоту звучания, регулируемую во время игры. Они стали известны в XV веке, в состав оркестра вошли позже. Кроме оркестра, предшественники литавр — накры использовались в кавалерии, для управления строем.

### Пионерский барабан
Используется как сигнальный инструмент в пионерском движении. Диаметр 27—33 см, высота 12—15 см. Масса 1,2—1,4 кг. Устройство сходно с малым барабаном.

## В странах мира
Барабаны известны во всех странах и во все времена. Народные барабаны просты в изготовлении и не требуют особых навыков для игры, поэтому существуют сотни их разновидностей. Фольклорная музыка в высшей степени мелодична и ритмична, барабаны — неотъемлемая её часть.
В странах Африки игра на барабанах — важная часть большинства религиозных и светских церемоний. Игра на барабанах имеет давние культурные традиции. Кроме того, барабаны широко используются для передачи сообщений — например, язык йоруба является тональным, для передачи простого послания может быть достаточно трёх различных тонов барабана и переходов между ними. Среди барабанов Африки — ашико, кпанлого, джембе, бата и множество других.
В Латинскую Америку барабаны были привезены из Африки чернокожими рабами, и появились атабаке, куика, конга и прочие. К барабанам, произошедшим от европейских, можно отнести пандейру. В Южной и Центральной Америке также известны барабаны из цельного куска дерева, как тепонацтль. На Кубе были изобретены тимбалес.
На острове Бали и Индонезии народная музыка представлена оркестром гамелан. В нём используется барабан генданг, также используются пате в Самоа, лали в Фиджи.
Барабаны Японии носят общее название тайко, они делятся на 2 большие группы: бё-дайко (byou-daiko), у которого мембрана жёстко закреплена гвоздями без возможности настройки, и симе-дайко (shime-daiko), которые можно настроить при помощи шнуров или винтов. Эти барабаны используются в традиционной музыке гагаку с VII века, а также буддистских и синтоистских церемониях.
В Китае барабаны, вероятно, произошли от туркестанских и тибетских инструментов. Среди них — баньгу, пайгу и другие.
К барабанам, используемым в музыке Индии, относятся табла и мриданга
В Кавказском регионе ударные инструменты тоже широко распространены. Под несколькими названиями известен вид бубна из кожи осетра с колечками — даф (деф, гавал). В народной музыке Армении и Азербайджана используют барабаны дхол и различные разновидности нагары. В Турции появился и далее распространился под различными названиями (думбек, тарабука, дарбук) барабан в форме кубка дарбука.

## Формы корпуса
Барабаны можно классифицировать по форме:
- Рамочные (бубны).
- В форме кубка: джембе, дарбука.
- Цилиндрические.
- Котлообразные.
- В форме «песочных часов»: говорящий барабан, чангу, цудзуми.
- В форме конуса.

- Формы барабанов
- Барабан джембе в форме кубка
- Том-том, цилиндрический барабан
- Литавры, корпус в форме котла
- Барабан Чангу в форме песочных часов
- Ашико с коническим корпусом

## Примеры звучания
| Описание                         | Аудио | Описание                             | Аудио |
| -------------------------------- | ----- | ------------------------------------ | ----- |
| Не заглушённый малый барабан     |       | Заглушённый малый барабан            |       |
| Удар в обод                      |       | Заглушённый бас-барабан              |       |
| Навесной том 8 дюймов            |       | Навесной том 12 дюймов               |       |
| Напольный том-том                |       | Фрикционный барабан Куика            |       |
| Ритм на джембе                   |       | Звучание африканского джун-джуна     |       |
| Типичный роковый бит с хай-хэтом |       | Типичный роковый бит с райд-тарелкой |       |

## Использование
Барабаны могут быть использованы как в составе ритм-группы, так и в качестве солирующего инструмента. Различные барабаны входят в состав ансамблей, в том числе — состоящих исключительно из ударных инструментов. Они обеспечивают необходимый инструментальный колорит и динамику, а также расширяют круг ритмических и ударных эффектов.
На барабанах можно играть, ударяя ладонью или палочками, изготовленными из древесины или синтетических материалов.
Игра ладонями требует умелого чередования фокусировки и рассеивания силы удара рукой, для высокого и низкого звука необходимо напряжение, для шлепка — расслабление кисти. Используется и игра пальцами с использованием перекатов, трения мембраны, щелчков и т. п.
При использовании палочек, в зависимости от ситуации и собственных предпочтений барабанщик может применять различные хваты палочек, и различные техники нанесения удара.
- Традиционный (варианты названия traditional, conventional, orthodox, rudimental grip) — исходит из традиций военных барабанщиков. Палочки держатся не симметрично — так, чтобы не мешал ремень барабана.
- Симметричный захват (matched grip). Палки держатся симметрично, параллельно между собой или под углом. Этот захват используется наиболее часто, имеет несколько вариантов:
  - Французский захват (French grip).
  - Немецкий захват (German grip).
  - Американский захват.

Среди техник удара могут быть выделены следующие:
- Техника Меллера[англ.] (англ. Moeller method). Названа в честь американского барабанщика Sanford Augustus «Gus» Moeller. Базируется на естественной работе мышц, без лишних движений и напряжения.
- Метод Гладстоуна[46]. Базируется на нахождении точки баланса палочки и контроле её отскока.
- В зависимости от используемых групп мышц разделяют пальцевую, кистевую, локтевую техники[47].

Кроме палочек, при необходимости используют различные щётки, колотушки или специальные прутковые палочки, руты.
Основой обучения и игры на барабанах служат барабанные рудименты — специальные приёмы игры, представляющие собой определённую последовательность различных (например, акцентированных и не акцентированных) ударов. Простейший барабанный рудимент — барабанная дробь, представляющая собой поочерёдные удары. Кроме него, к известным рудиментам относится Double Stroke Roll (двухударная дробь), представляющая собой чередование двух ударов одной рукой и двух ударов другой рукой.
Ритмические партии накладывается на законченную функционально-гармоническую структуру, называемую квадратом. Отрывки, исполняемые секцией ударных инструментов маршевого оркестра, называются каденциями (англ. drum cadence).

## Иллюстрации
- В искусстве
- Мужчина с фрикционным барабаном на картине Франса Халса
- Китайский барабанщик играет танцующей женщине. Свиток периода империи Сун.
- Памятник барабану в Порту-Алегри
- Памятник барабану в Альбасете
- Музыкант с флейтой и тамбурином на картине XVIII века